# 1 E19 s et plus
Cet article liste des exemples de temps de l'ordre de 1019 s, soit 10 milliards de milliards de secondes, ou plus afin de comparer différents ordres de grandeur.

## Exemples
Ces exemples supposent que l'Univers est « ouvert » :
| Durée (×1019) s | Unités usuelles (en années) | Évènements |
| --------------- | --------------------------- | --- |
| 1,00 × 1019     | 3,2 × 1011                  | 10 exasecondes. |
| 4,4 × 1020      | 1,4 × 1013                  | Durée de vie des plus petites naines rouges. |
| 1020 à 1021     | 1013 à 1014                 | Fin de la formation d'étoiles dans les galaxies après accrétion des derniers nuages de gaz. |
| 1021            | 1014                        | Extinction des étoiles de faible masse. |
| 2,42 × 1023     | 7,7 × 1015                  | Demi-vie du cadmium 113. |
| 4,42 × 1024     | 1,4 × 1017                  | Demi-vie du vanadium 50. |
| > 5,68 × 1024   | > 1,8 × 1017                | Demi-vie du chrome 50. |
| 1,89 × 1026     | > 6 × 1018                  | Demi-vie du calcium 48. |
| 6,00 × 1026     | 1,9 × 1019                  | Demi-vie du bismuth 209 (désintégration α). |
| 1026            | 1019                        | Détachement des étoiles de leur galaxie. Quand deux étoiles échangent leurs énergies orbitales avec des étoiles de masses plus faibles, elles tendent à gagner de l'énergie. Les étoiles les moins massives peuvent alors gagner suffisamment d'énergie à chacune de ces rencontres pour être finalement éjectées de la galaxie. Cet effet provoque l'éjection de la majorité des étoiles de la galaxie. |
| 1034            | 1027                        | Extinction des étoiles de plus grande longévité issues des derniers nuages de gaz. |
| 1037            | 1030                        | Disparition des galaxies dans des trous noirs. |
| 1041            | 1034                        | Désintégration du proton, si la théorie de la grande unification s'avère correcte. |
| 1071            | 1064                        | Évaporation des trous noirs par rayonnement de Hawking. |
| 10107           | 10100                       | Évaporation des trous noirs supermassifs par rayonnement de Hawking. |
| 10800           | 10793                       | Disparition du positronium, dernière structure de matière possible en cas d'instabilité du proton. |
| 101507          | 101500                      | Toute la matière de l'univers sera transformée en fer en cas de stabilité du proton. L'univers n'est plus constitué que de boules de fer de toute taille, d'étoiles à neutrons et de trous noirs. |
| 10 26           | 10 26                       | Formation des plus petits trous noirs possibles, d'une masse de 20 microgrammes (masse de Planck). |
| 10 56           | 10 56                       | À la suite de l'effondrement des naines noires, des étoiles à neutrons et des cristaux de fer en trous noirs qui s'évaporent ensuite, il ne reste plus que de la poussière de fer de masse inférieure à 20 microgrammes. |